# Carnival of Light (album)
Carnival of Light è il terzo album discografico della rock band inglese Ride, pubblicato nel giugno 1994.

## Tracce
Versione originale
1. Moonlight Medicine – 6:49
2. 1000 Miles – 5:00
3. From Time to Time – 5:05
4. Natural Grace – 4:40
5. Only Now – 4:25
6. Birdman – 6:39
7. Crown of Creation – 4:41
8. How Does It Feel to Feel? – 3:40
9. Endless Road – 3:30
10. Magical Spring – 4:25
11. Rolling Thunder – 2:08
12. I Don't Know Where It Comes From – 5:32

Bonus tracks
1. Don't Let It Die – 3:12
2. Let's Get Lost – 3:56
3. At the End of the Universe – 7:55

## Singoli
- Birdman - 18 aprile 1994
- How Does It Feel to Feel? - 13 giugno 1994
- I Don't Know Where It Comes From - 12 settembre 1994

## Formazione
Ride
- Andy Bell - voce, chitarra, piano, organo hammond, Fender Rhodes
- Mark Gardener - voce, chitarra ritmica, tamboura
- Steve Queralt - basso, Fender Rhodes
- Laurence Colbert - batteria, percussioni

Collaboratori
- Jon Lord - organo hammond in 1
- Electra Strings - archi in 1,2,3,5
- Kick Horns - corni in 9
- The Christchurch Cathedral School Choir - coro in 12